# Фристон, Карл
Карл Джон Фристон (англ. Karl John Friston; род. 12 июля 1959, Йорк) — британский нейробиолог и специалист по визуализации мозга, изобретатель статистической параметрической разметки (SPM) и воксельной морфометрии (VBM), член Британской Медицинской Академии (1999), член Лондонского королевского общества (2006), научный директор Лаборатории функциональных изображений при Университетском колледже Лондона, профессор Лондонского университета.
В 2016 году занял первое место в списке самых влиятельных учёных нейрофизиологов.

## Биография
Отец Фристона был инженером-строителем, работавшим над строительством мостов по всей Англии, а мать — медсестра, что способствовало его самообучению с раннего возраста. Семья часто переезжала. В 15 летнем возрасте Фристон ходил в шесть разных школ, пока семья не обосновалась в Честере.
Фристон изучал Естественные науки (физика и психология) в университете Кембриджа и завершил свое медицинское образование в Королевском колледже, Лондон в 1982 году. Окончив медицинское обучение, Фристон переехал в Оксфорд и провёл два года стажёром в госпитале Литлмора.
Ныне он также является почетным консультантом в Национальной больнице для неврологии и нейрохирургии. Он изобрел статистическое параметрическое картирование: СПМ является международным стандартом для анализа и визуализации данных, опирается на общие линейные модели и теорию случайного поля т (разработанную с Кейт Уорсли). Его H-индекс > 200.
Член Королевского биологического общества (2012).
Отмечен Golden Brain Award (2003), Weldon Memorial Prize (2013), Charles Branch Award (2016), Glass Brain Award (2016). Почётный доктор Цюрихского университета и Университета Неймегена.

## Вклад в науку
Известен тем, что свел мозговые функции всех типов к необходимости минимизировать свободную энергию.